# Tea (növényfaj)

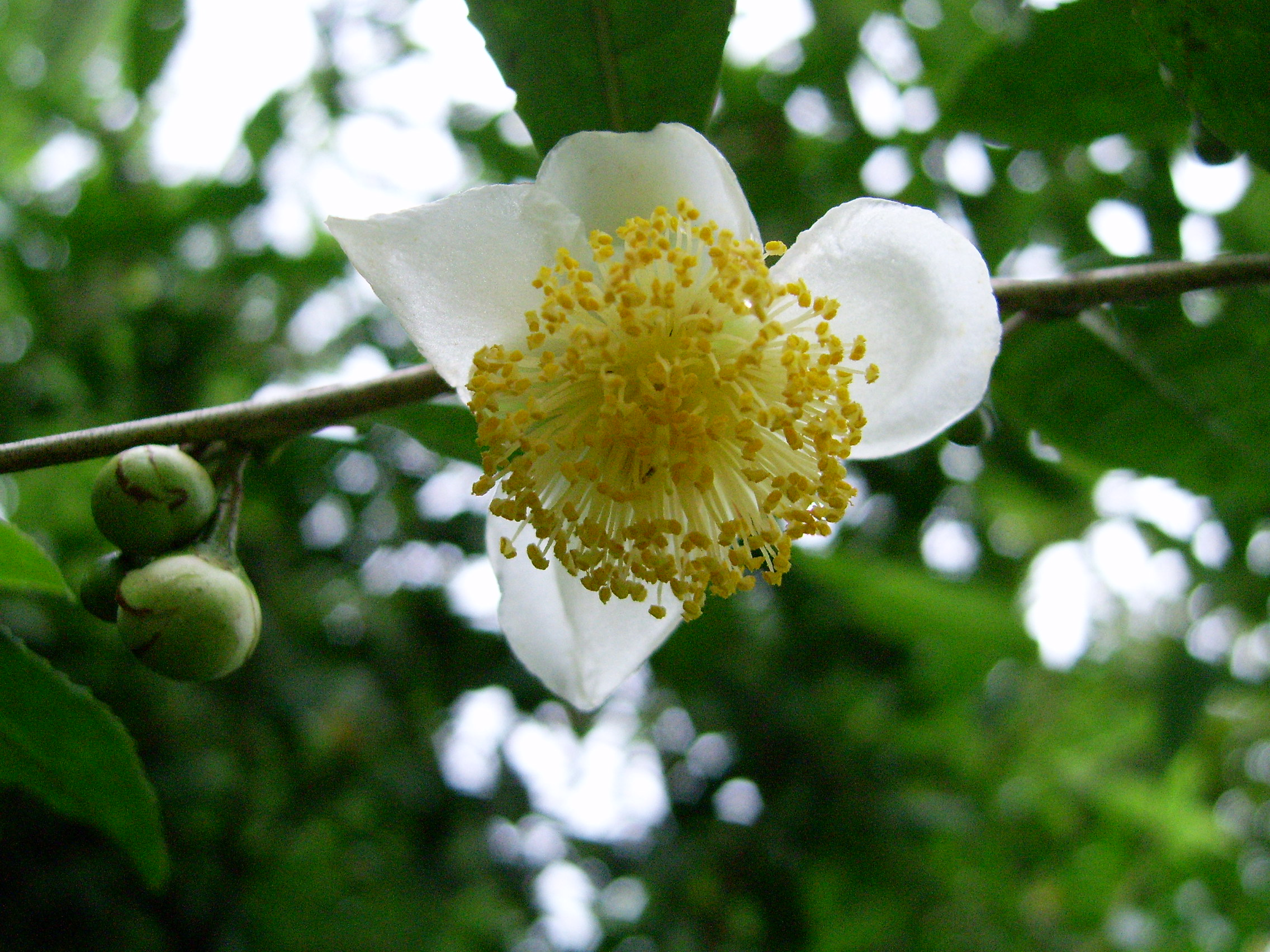
Kínai teacserje (Camellia sinensis) virága

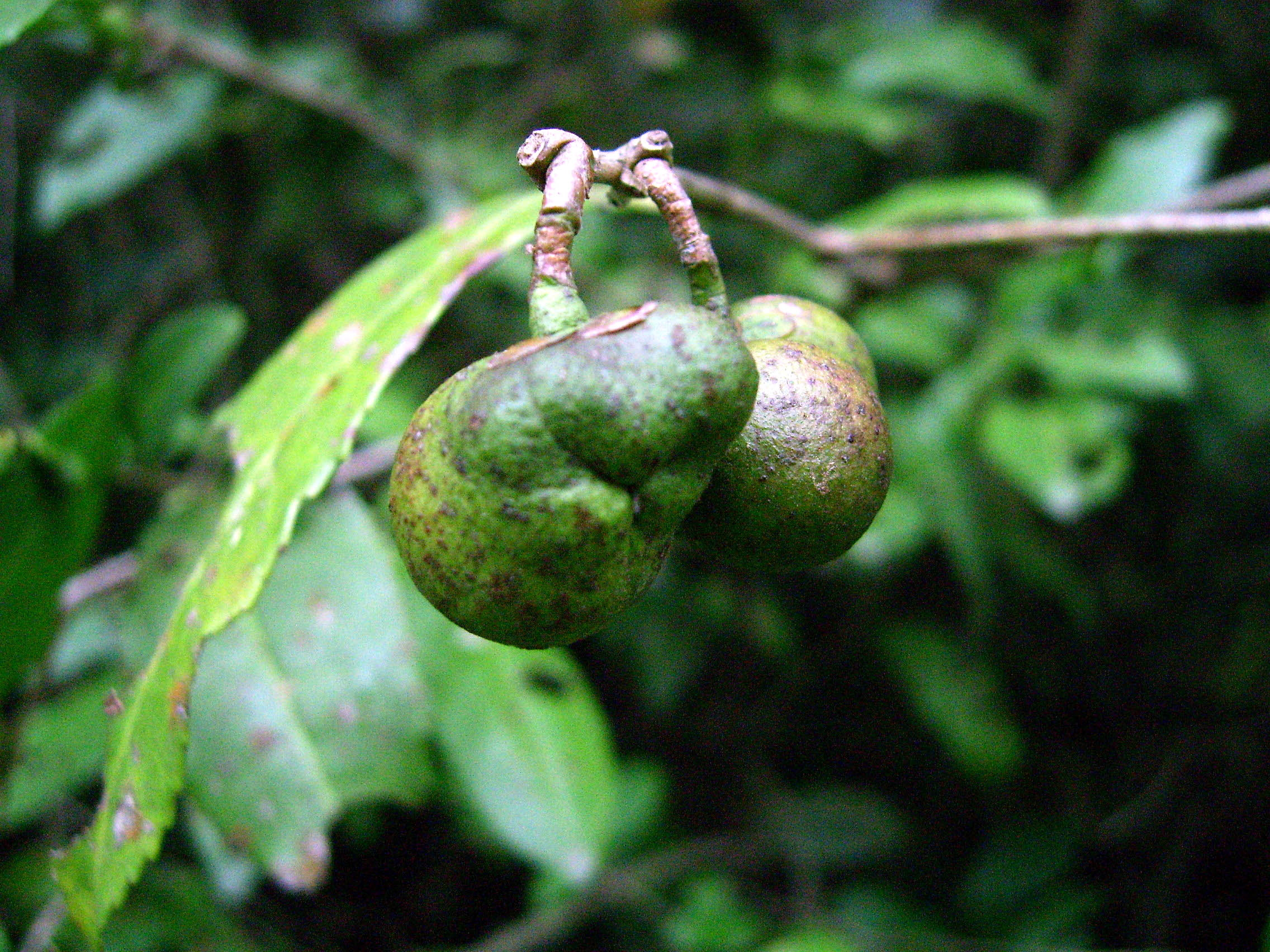
Kínai teacserje (Camellia sinensis) termése

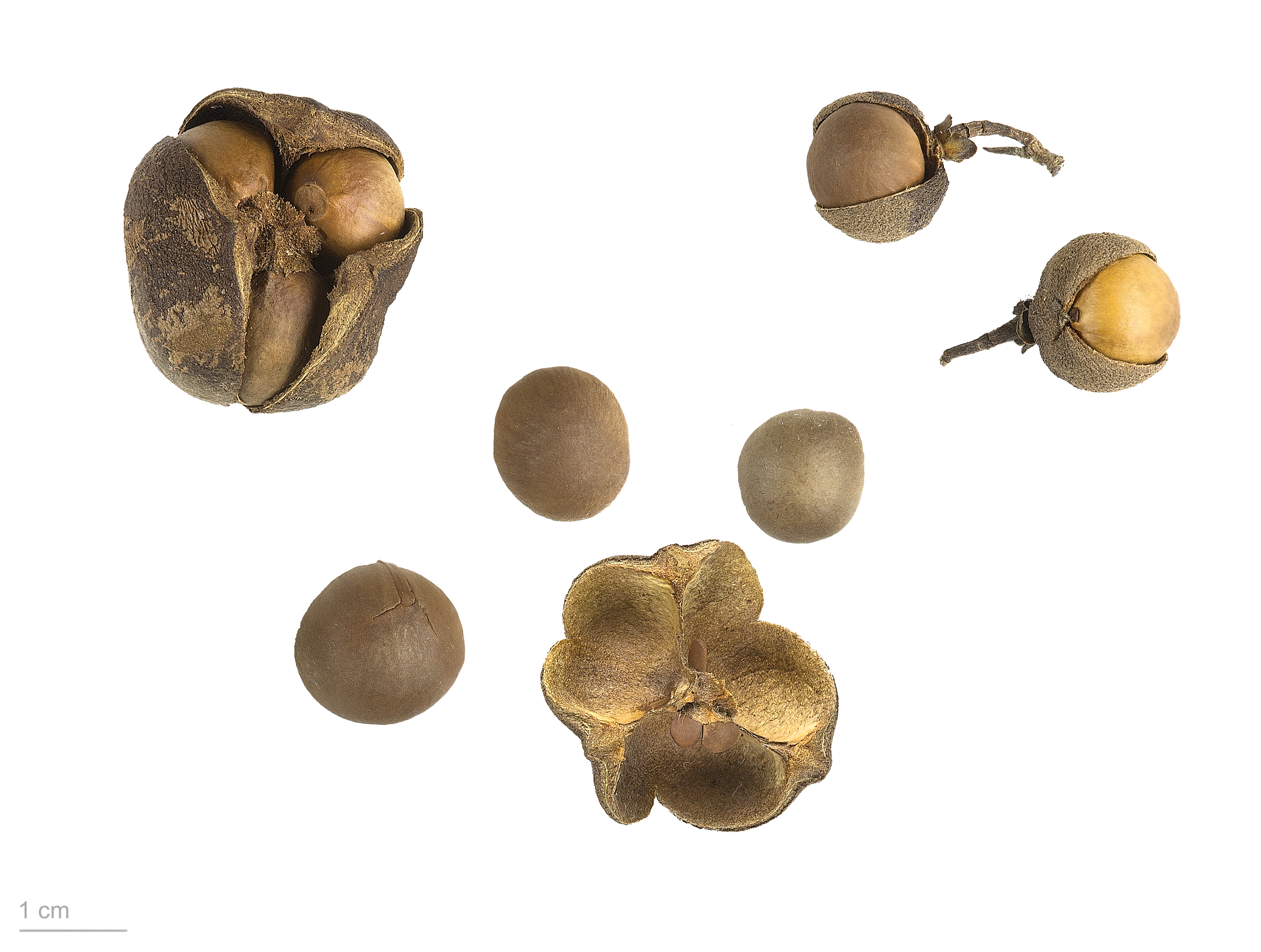
Camellia sinensis

A tea (Camellia sinensis) a teafélék (Theaceae) családjának névadó nemzetsége. Természetes környezetben fatermetű növény, termesztett változatait cserjének nevelik (teacserje). Leveléből, esetleg más részeiből főzött ital az azonos nevű tea.

## Változatai
A teacserjének négy változata ismert:
- Camellia sinensis var. sinensis – kínai tea
- Camellia sinensis var. assamica (J. W. Masters) Kitamura – asszám tea
- Camellia sinensis var. pubilimba Hung T. Chang
- Camellia sinensis var. dehungensis (Hung T. Chang & B. H. Chen) T. L. Ming

A két leginkább termeszett változat a kínai tea és az asszám tea. A kínai tea hazája valószínűleg Kína Jünnan tartománya, az asszámi teáé Észak-Indiában a Brahmaputra völgye. Mára a világ legtöbb nedves trópusi és szubtrópusi éghajlatú vidékén termesztik (főleg a kínai teát).

## Megjelenése, felépítése
Fás szárú örökzöld. Eredeti termőhelyén mintegy 8–10 méter magasra nő, a termesztett példányokat azonban 1(–1,5) méteresre vágják vissza, ezért többnyire cserjének nevezzük. Hengeres, világosbarna, sima felszínű törzse elágazó. Ágai ferdén felállnak, koronája szétterül, ezért a termesztett példányok tetejét laposra alakítják.
Szórtan álló levelei egyszerűek, tojásdadok. A levelek sötétzöldek, bőrneműek, a felületük fényes, a csúcsuk kihegyesedik. Erezetük szárnyas, élre futó. A levélnyél rövid. A kínai tea levelei kisebbek, vaskosabbak, durvább erezetűek, az asszám levelei nagyobbak, vékonyabbak, finomabban erezettek. Az asszámi tea leveleiben több a koffein, mint a kínaiéban.

## Életmódja, termőhelye
Örökzöld, évelő. A kamélia nemzetség többi fajához hasonlóan a savanyú, sok szerves anyagot tartalmazó, mészmentes talajt kedveli.
Egy teanövény átlagosan 50 évig él, 2,5–5 (átlagosan 4) év alatt fordul termőre. A termesztett példányokat rendszeresen (mintegy kétévenként) visszametszik. A legjobb minőségű teát a hajtások csúcsa környékéről szüretelt levelekből készítik. A legjobb minőségű árut a növény 7-8 éves koráig adja.
A leghíresebb termelők, exportőrök: Kína, India, Japán, Srí Lanka.

## Felhasználása
Leveleiből készül különböző módszerekkel a tea. Ennek fő típusai a erjesztés mértéke szerint:
- fekete tea – teljesen erjesztett
- oolong tea – részlegesen erjesztett
- zöld tea – nem erjesztett
- fehér tea – minimálisan feldolgozott, csak szárított tea.